# Mourens
Mourens é uma comuna francesa na região administrativa da Nova Aquitânia, no departamento da Gironda. Estende-se por uma área de 10,66 km². Em 2010 a comuna tinha 392 habitantes (densidade: 36,8 hab./km²).